# Скрантон (Канзас)
Скрантон (енгл. Scranton) град је у америчкој савезној држави Канзас.

## Демографија
По попису из 2010. године број становника је 710, што је 14 (-1,9%) становника мање него 2000. године.
| Група             | 2000.       | 2010.       |
| Белци             | 685 (94,6%) | 682 (96,1%) |
| Афроамериканци    | 6 (0,8%)    | 0 (0,0%)    |
| Азијати           | 1 (0,1%)    | 4 (0,6%)    |
| Хиспаноамериканци | 11 (1,5%)   | 17 (2,4%)   |
| Укупно            | 724         | 710         |